# 中国铁路22B型客车
中国铁路22B型客车是中国铁路22型客车的改进型。

## 概况
中国铁路22B型客车是22型客车的改进型号，于1988年投产。22B型客车与22型客车主要区别在车体的材质上，22B型客车是在22型（普碳钢结构）以及改进22A型客车的基础上车体结构广泛采用耐候钢。车体钢结构采用耐候钢，大量通用件、部分连接部件也采用耐候钢。改善车厢采暖设施。易腐易损件采用不锈钢，洗脸室、厕所的围板、地板采用，改进车厢内饰材料，延长厂修/段修期，减少维修量。  22B型客车车窗间的车壳体外墙板取消压筋是为与22型在外观上最显著的区别。有部分22B型客车带有自供电空调装置。后来22B型客车车窗由下开式车窗改为铝合金半开式车窗。
曾有部份22型車體改造成22B型規格。
22B型客车自重40.6吨-43吨（不同生产厂家不同批次的自重有所不同），先后使用202型/209型（浦镇车辆厂在205型转向架基础上研制）/209T型（有牵引拉杆装置）转向架，构造速度120km/h。

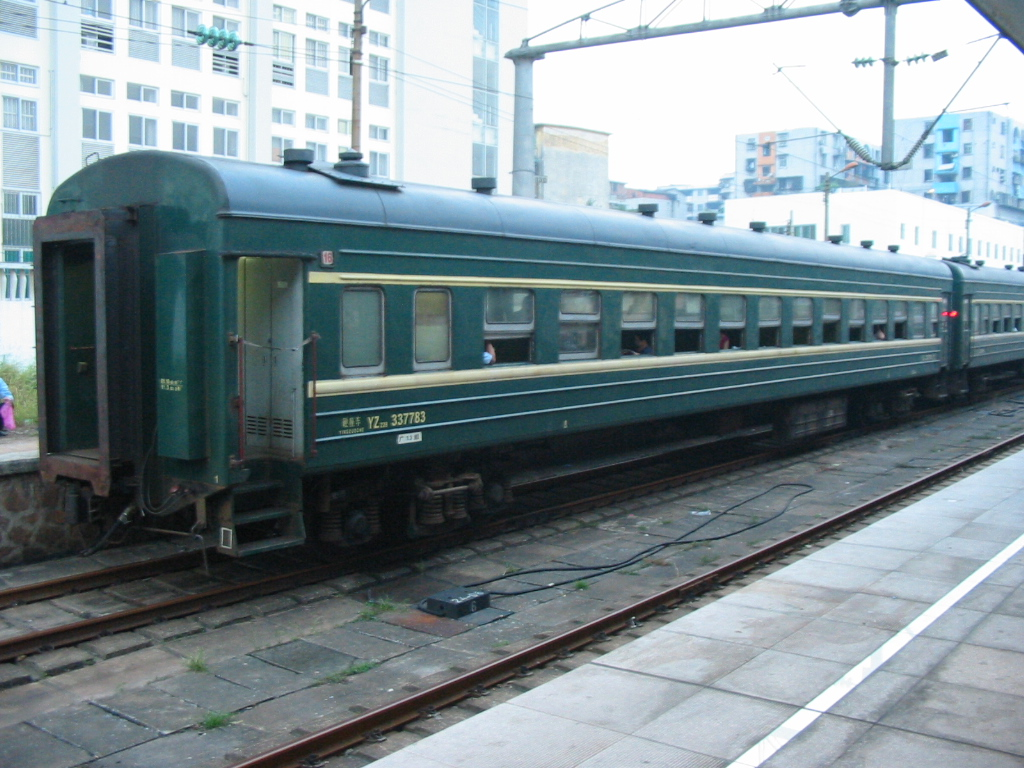
中国铁路使用的22B型客车。
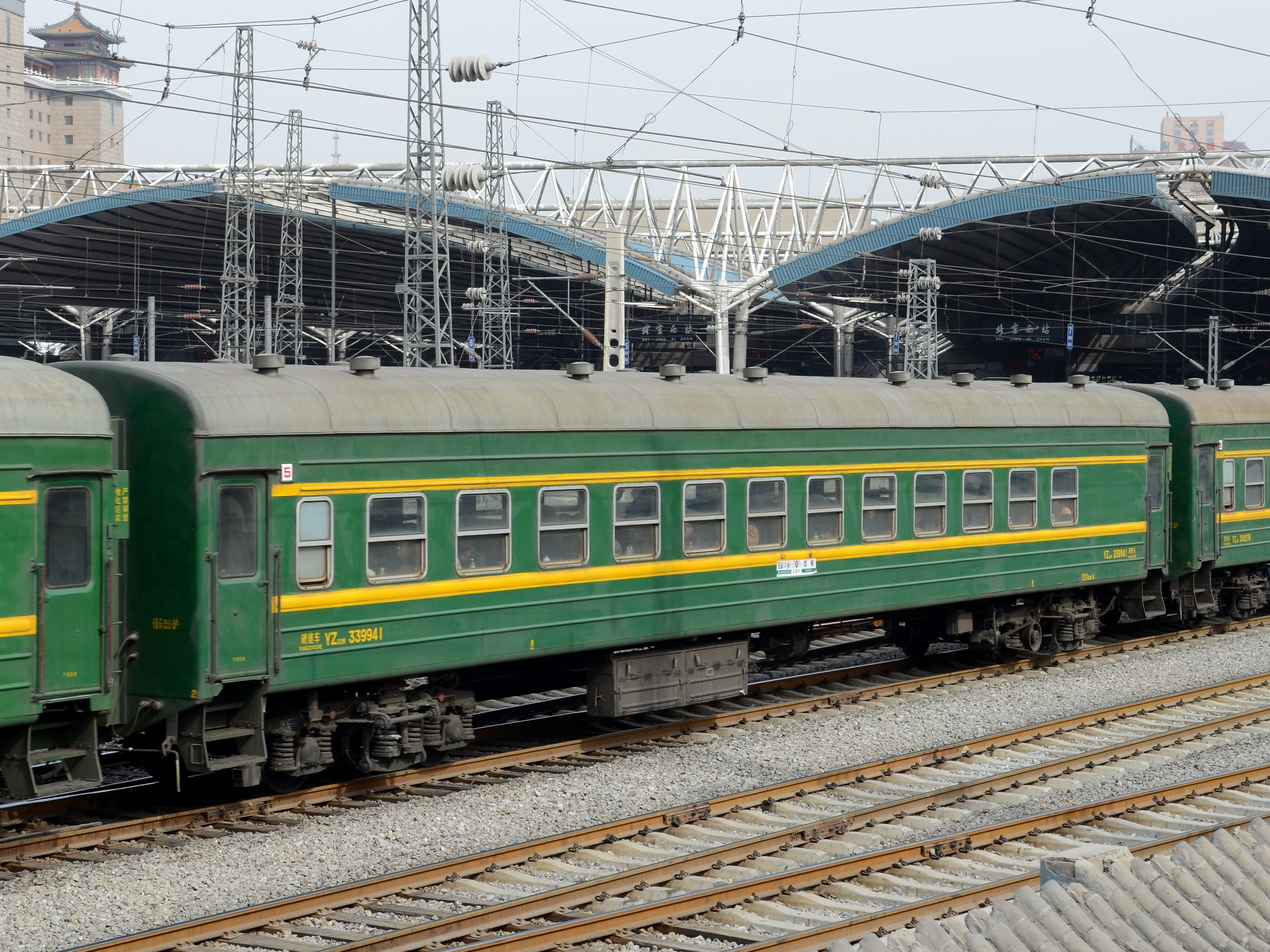
YZ22B型硬座车在北京西站。
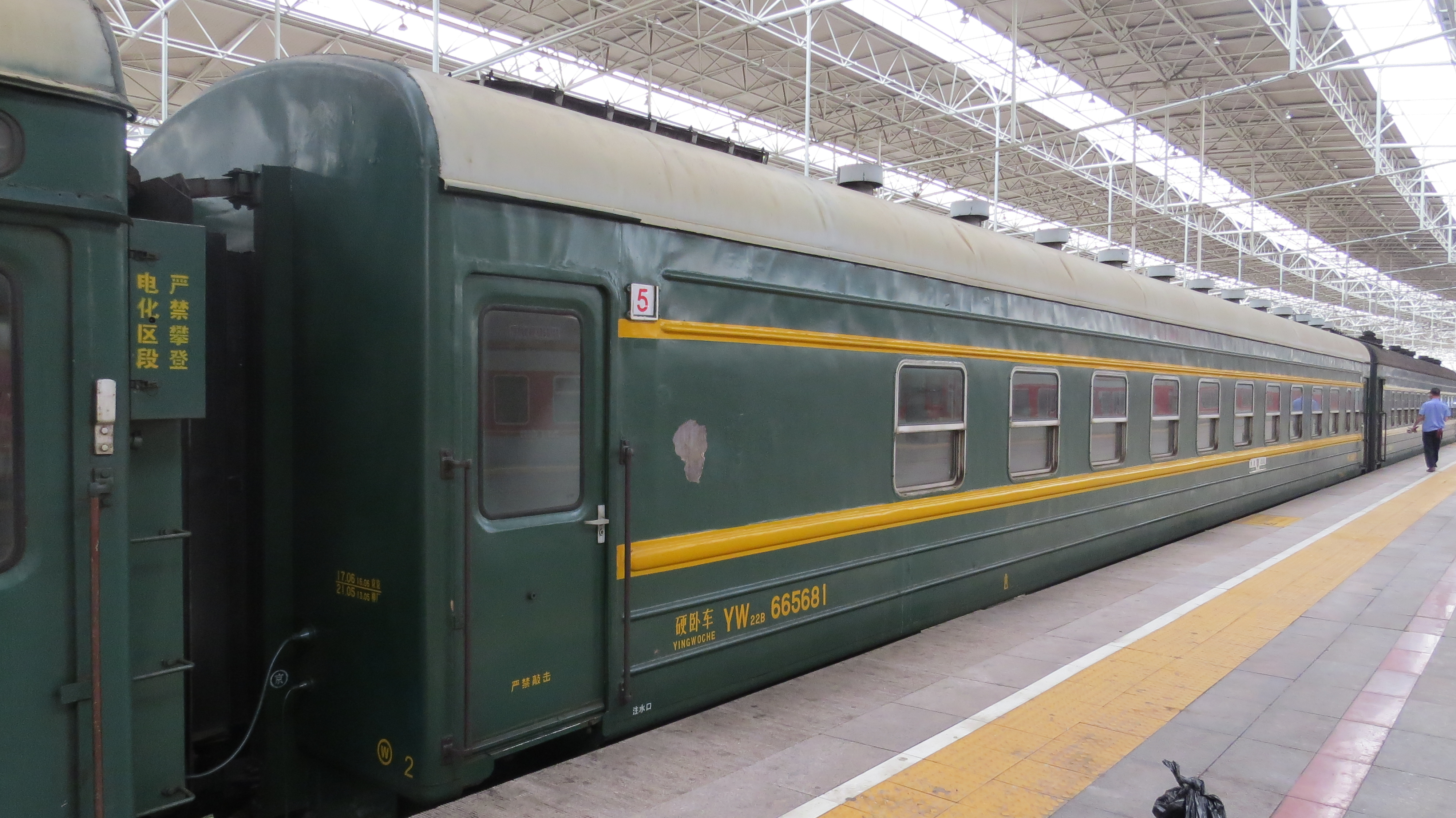
YW22B型硬卧车在北京北站
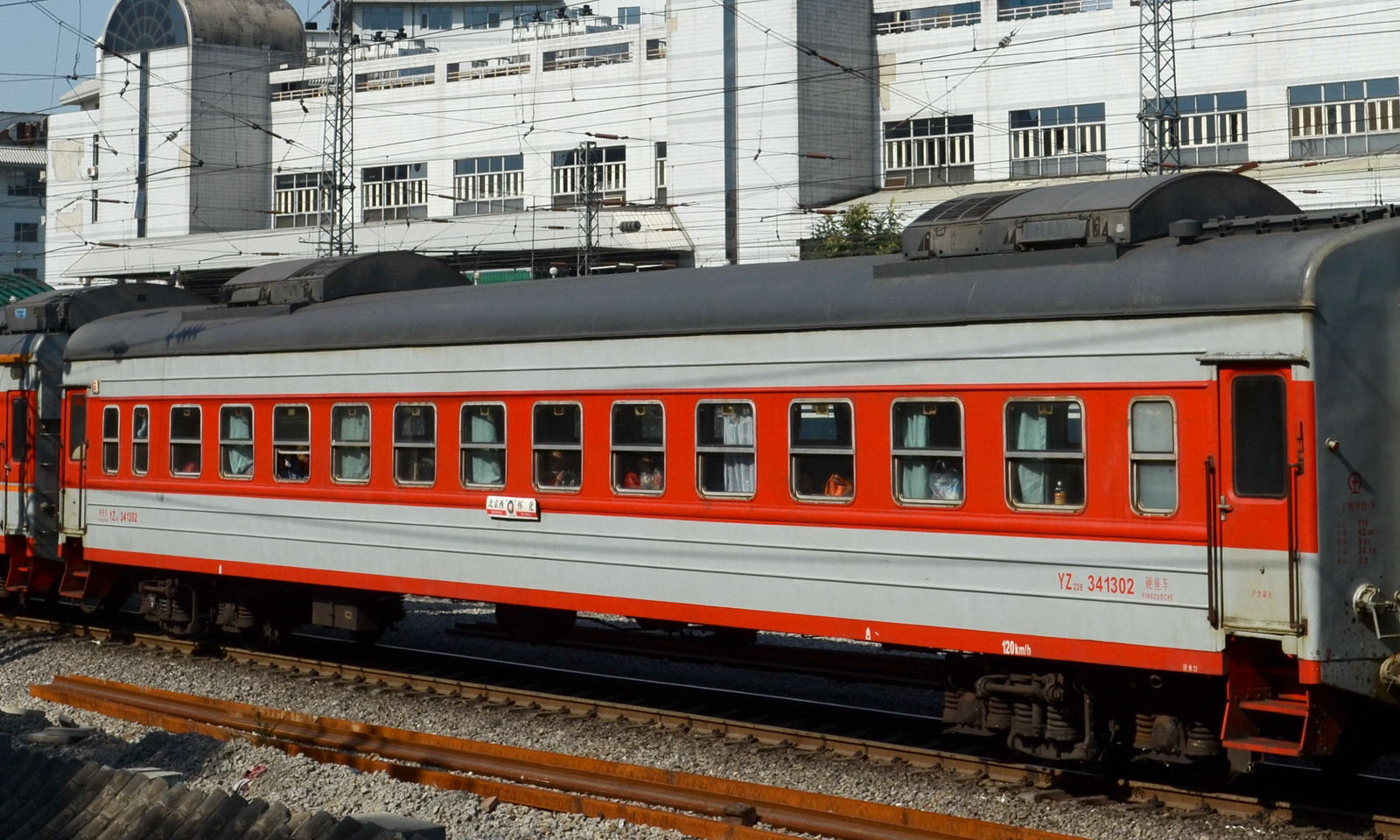
车顶加装空调并车身涂装成25G样式的YZ22B型客车。
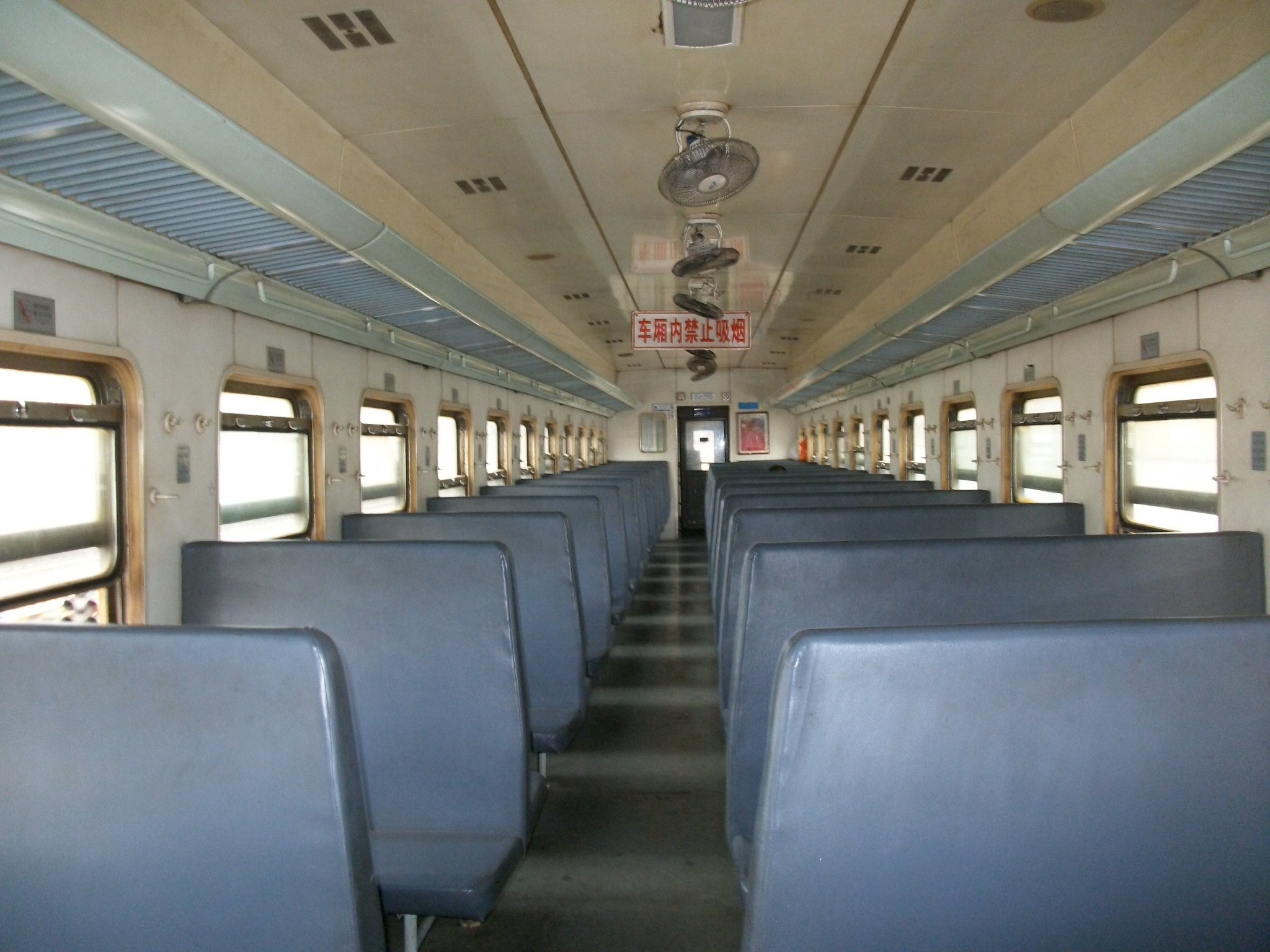
YZ22B型硬座车内部。
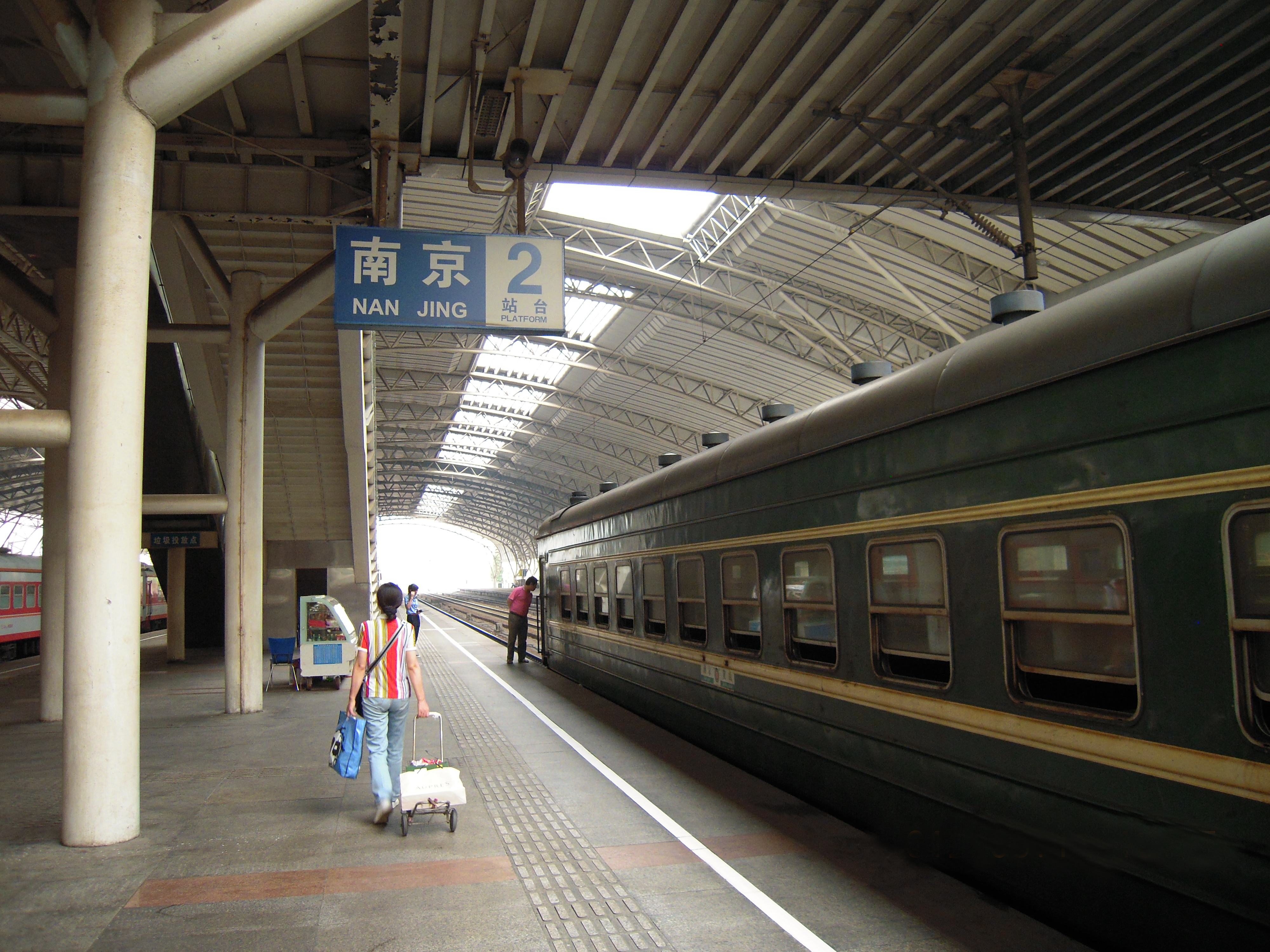
YZ22B型客车停靠在南京站
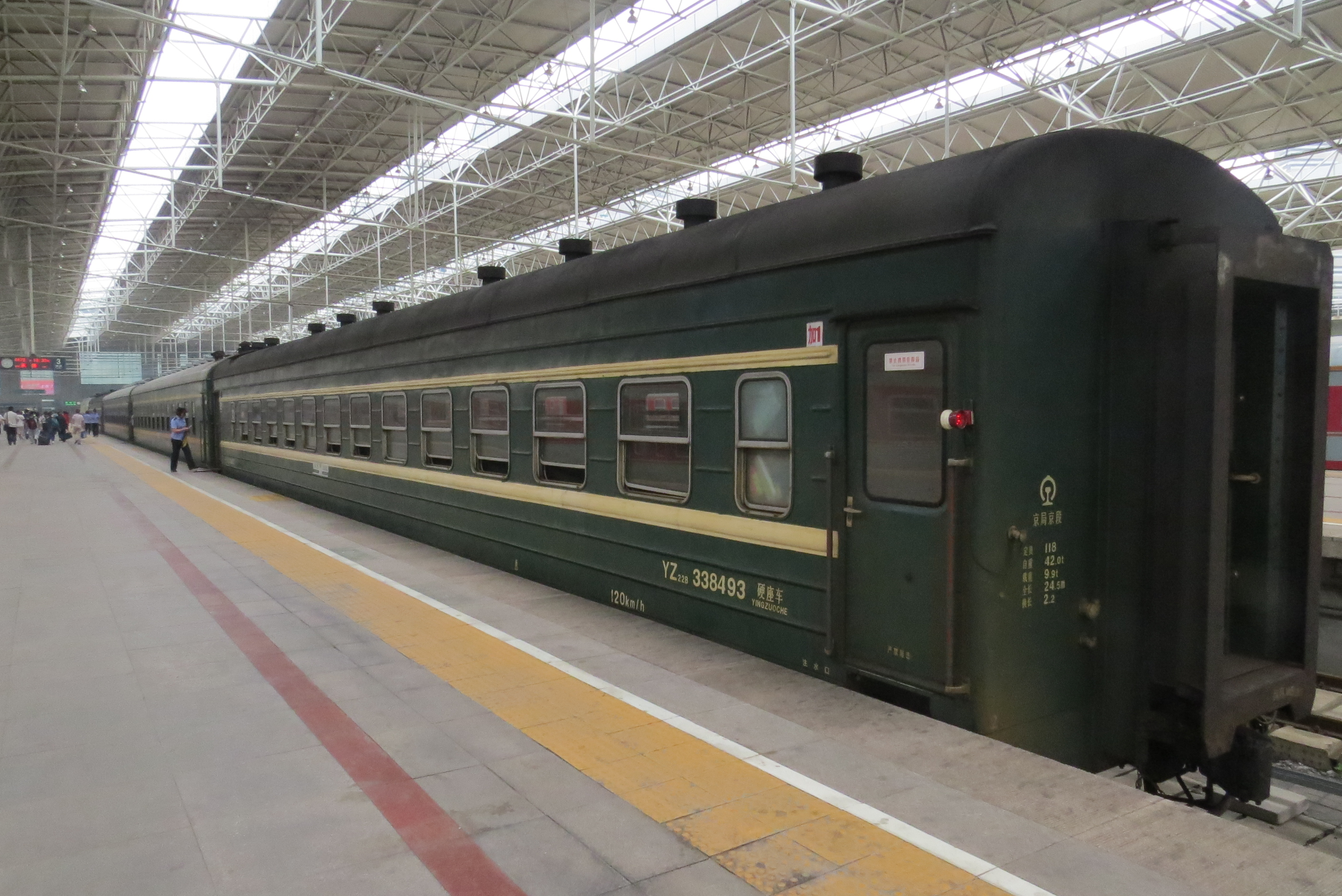
少数22B型客车仍然保留车窗间的压筋
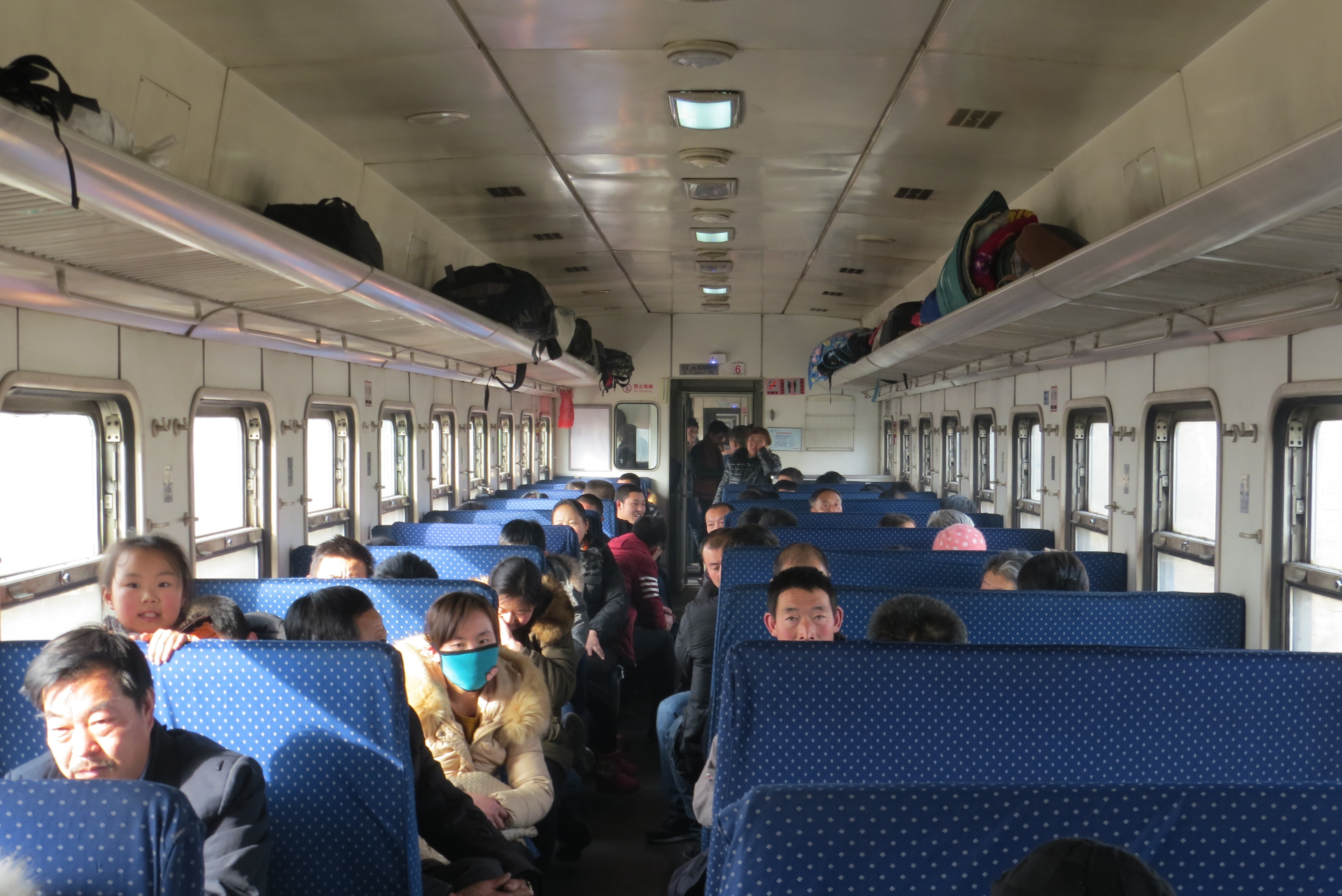
部分YZ22B型硬座车（如6437/6438次列车所用的客车）的座椅增加了椅套

## 外部連結
- 我們的火車站 22型客車：YZ22B硬坐車、XL22B行李車。